# Parachipteria orientalis
Parachipteria orientalis är en kvalsterart som först beskrevs av Durga Charan Mondal och Balsi Chand Kundu 1999.  Parachipteria orientalis ingår i släktet Parachipteria och familjen Achipteriidae. Inga underarter finns listade i Catalogue of Life.